# بريان هانراهان
بريان هانراهان (بالإنجليزية: Brian Hanrahan)‏ (و. 1949 – 2010 م)هو صحفي، ومذيع من المملكة المتحدة . ولد في ميدلسكس .
توفي في المملكة المتحدة .

## التعليم
تعلم في جامعة إسيكس.

## مناصب وهيئات
أدار بي بي سي.